# Rachana
Rachana is een geslacht van vlinders van de familie dikkopjes (Hesperiidae), uit de onderfamilie Hesperiinae.

## Soorten
- R. burbona (Hewitson, 1878)
- R. jalindra (Horsfield, 1829)